# Michael Kollin
Michael Kollin, OSB, auch: Michael Griesauer († 18. Mai 1519 in Salzburg), war ein salzburgischer römisch-katholischer Geistlicher und von 1501 bis 1507 Abt der Benediktinerabtei St. Blasius zu Admont.

## Leben und Wirken
Bei der Abtswahl nach dem Tode des Abtes Leonhard von Stainach kam es 1501 zu einem Zerwürfnis im Konvent, indem eine knappe Mehrheit den bisherigen Stiftsschaffner Michael Kollin, einem vir non malae conversationis („einem Mann von nicht schlechtem Lebenswandel“), wählten, sechs Konventualen hingegen sich für Alexander von Kaindorf entschieden, der fortan – trotz der Vermahnungen des Salzburger Erzbischofs Leonhard von Keutschach – als Gegenabt auftrat.
Kollin vermochte nicht die Unterstützung von König Maximilian zu erlangen, der daraufhin die Abtei  in unser als lantsfürsten obersten schutz und schermherren verwaltung nahm. Seitens des Papstes Alexander VI. wurden die Bischöfe von Seckau und Lavant, Matthias Scheit  und Erhard Paumgartner, als Schiedsrichter in der Angelegenheit bestimmt. Im Winter 1501/1502 unternahm Kollin eine Reise nach Rom, um Papst Alexander VI. zur Vermittlung im Abtwahlstreit zu bewegen, doch annullierte Papst Julius II. 1504 aus formalen Gründen die Wahl und bestellte den Kurienkardinal Bernardin Carjaval um Abt von Admont, der das Amt zwar nie antrat, aber seine Rechte auf die Einkünfte der Abtei beanspruchte.
Maximilian hingegen bestellte den Landeshauptmann in Steier, Reinprecht von Reichenburg, zum Verwalter des Stifts, um dann 1505 gegen den Widerstand des Stifts den Laibacher Bischof Christophorus Rauber als Kommendatarabt einzusetzen, der wiederum den als Gegenabt auftretenden Alexander von Kaindorf mit der Pfarrstelle von Mautern betraute. Von der Gegenpartei im Admonter Konvent inhaftiert, um seine Abdankung zu erzwingen, lebte Kollin ab 1505 bis zu seinem Tod 1519 im Admonter Hof in Salzburg, wo er die Anerkennung des Erzbischofs fand und von wo aus er vergeblich gegen die Entscheidung der Kurie prozessierte. Bestattet wurde er im Erzstift St. Peter, dem er testamentarisch ein wertvolles Pectorale vermachte. Sein Grabdenkmal befindet sich vor den Chorstufen der Stiftskirche St. Peter.